# Citroën Berlingo I - Peugeot Partner I
Pour les articles homonymes, voir Citroën Berlingo et Peugeot Partner.
Les Citroën Berlingo I et Peugeot Partner I sont des véhicules utilitaires et ludospaces produit par les constructeurs automobiles français Citroën et Peugeot depuis 1996. Ils ne sont plus commercialisés en Europe depuis 2013, mais poursuivent leurs carrières en Amérique latine.

## Historique

### Conception et développement
Vers 1994/1995, le groupe PSA Peugeot Citroën, voulant remplacer des fourgonnettes obsolètes dont la conception remonte à la fin des années 1970, lance un tout nouveau concept de véhicule : le ludospace. Cette gamme de véhicule permet d'avoir un véhicule utilitaire léger mais également un modèle familial, tout en gardant le même type de carrosserie. La caisse arrière n'est pas rapportée sur un avant de berline mais le tout forme un mono-volume.
Après un ou deux ans de développement, le duo Berlingo et Partner apparaît en 1996. Ceux-ci sont basés sur la plate-forme de la Citroën ZX et disposent de la face avant similaires aux Citroën Saxo et Peugeot 106. Les anciens véhicules étaient le Citroën C15 issu de la Visa, lancée en 1978 et la Peugeot 205 F issu de la Peugeot 205, datant de 1982.

### Présentation et lancement

#### Présentation au public
Le Berlingo Van (version fourgonnette) est présenté au public durant l'été 1996. Il est ensuite exposé avec la version familiale cinq places au salon de l'automobile de Paris en octobre de la même année avec trois concept de chez Citroën imaginés avec le carrossier français Heuliez : le Berlingo Berline Bulle, le Berlingo Grand Large et le Berlingo Coupé de Plage,.

#### Phase 1

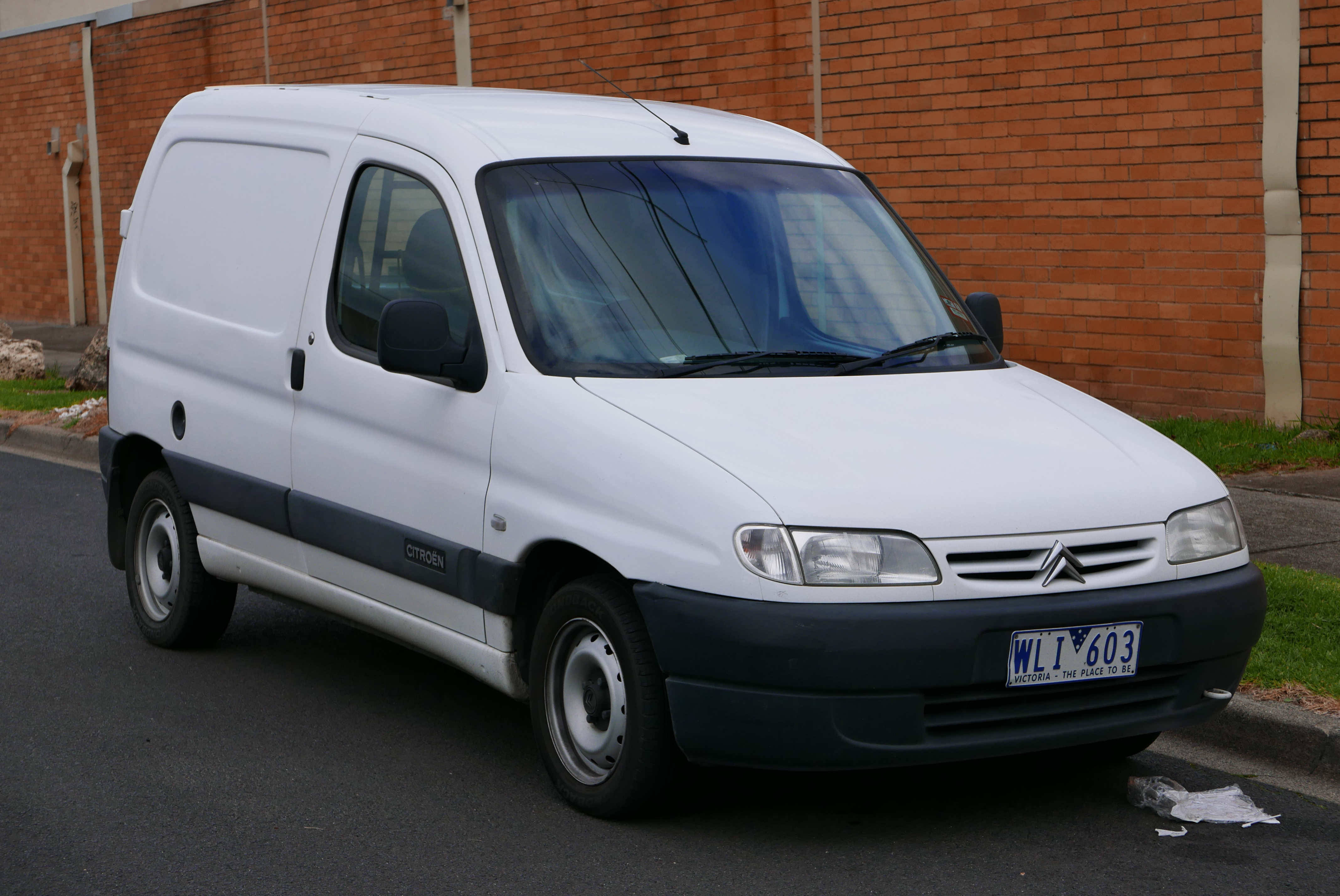
Citroën Berlingo Van phase 1.

Le Berlingo Van, la version utilitaire léger, est lancée en premier par Citroën, sans arrêter la production du C15, qui continue sa carrière jusqu'en 2006.
Le PSA Peugeot Citroën crée un marché en décidant, en 1996, de lancer en parallèle une version familiale appelée ludospace, un peu mieux équipée que la version utilitaire : bouclier peint (sur certaines finitions), meilleur choix de matériaux intérieurs et de coloris de peinture, hayon (ou deux portes battantes en option), moteur 1,8 L essence disponible, meilleur choix d'options.
Mais ce segment des « ludospaces » ne reste pas l'exclusivité de Citroën très longtemps, surtout qu'il présente des avantages pour les deux parties : les clients profitent d'un espace intérieur important pour un prix raisonnable, et le constructeur rentabilise ses installations industrielles en augmentant ses ventes du même modèle.
Renault présente rapidement un concurrent, le Kangoo, avec un design original et une porte latérale arrière coulissante, ce qu'avait « oublié » de faire Citroën. Ses ventes sont bonnes, et PSA doit répliquer. Le Berlingo doit disposer d'une porte coulissante, et ce, en modifiant au minimum les moyens de production : le profil du véhicule doit rester le même, car la porte avant, prévue large pour permettre le passage d'une personne handicapée, doit rester identique.
Ainsi apparaît, au printemps 1999, un Berlingo avec une porte coulissante. Pour des raisons de sécurité, celle-ci est située du côté droit.
Il adopte début 2000 un moteur 2,0 HDi de 90 ch, en complément du 1,9 diesel de 71 ch. Du côté de l’essence, un moteur TU d’1,6 L à 16 soupapes de 110 ch hérité de la Xsara remplace l’éphémère moteur XU de 90 ch comme moteur plus puissant que l’1,4i 75. Les pare-chocs des versions familiales reçoivent un demi-bandeau en plastique noir en lieu et place de la peinture intégrale (sur certaines finitions), et l'intérieur est maintenant coloré en harmonie avec la couleur extérieure. L’année suivante, le moteur 1,9 D est adapté aux nouvelles normes européennes d'émissions : le moteur XUD9 devient un DW8, la cylindrée passant de 1 905 à 1 868 cm3 (mais le moteur garde la dénomination commerciale d’1,9 D). Hormis cela, les caractéristiques du moteur ne changent que peu, le moteur DW étant une évolution très proche de l’XUD original.
Dans la suite logique de cette démarche, Renault équipe le Kangoo d'une deuxième porte de ce type, à gauche. Citroën alignera à nouveau son offre, avec une deuxième porte coulissante, d'abord en option, puis en série sur la finition « Multispace ».
Cette version est restée produite en Argentine jusqu'en 2010, date à laquelle le restylage est enfin arrivé.

### Phase 2

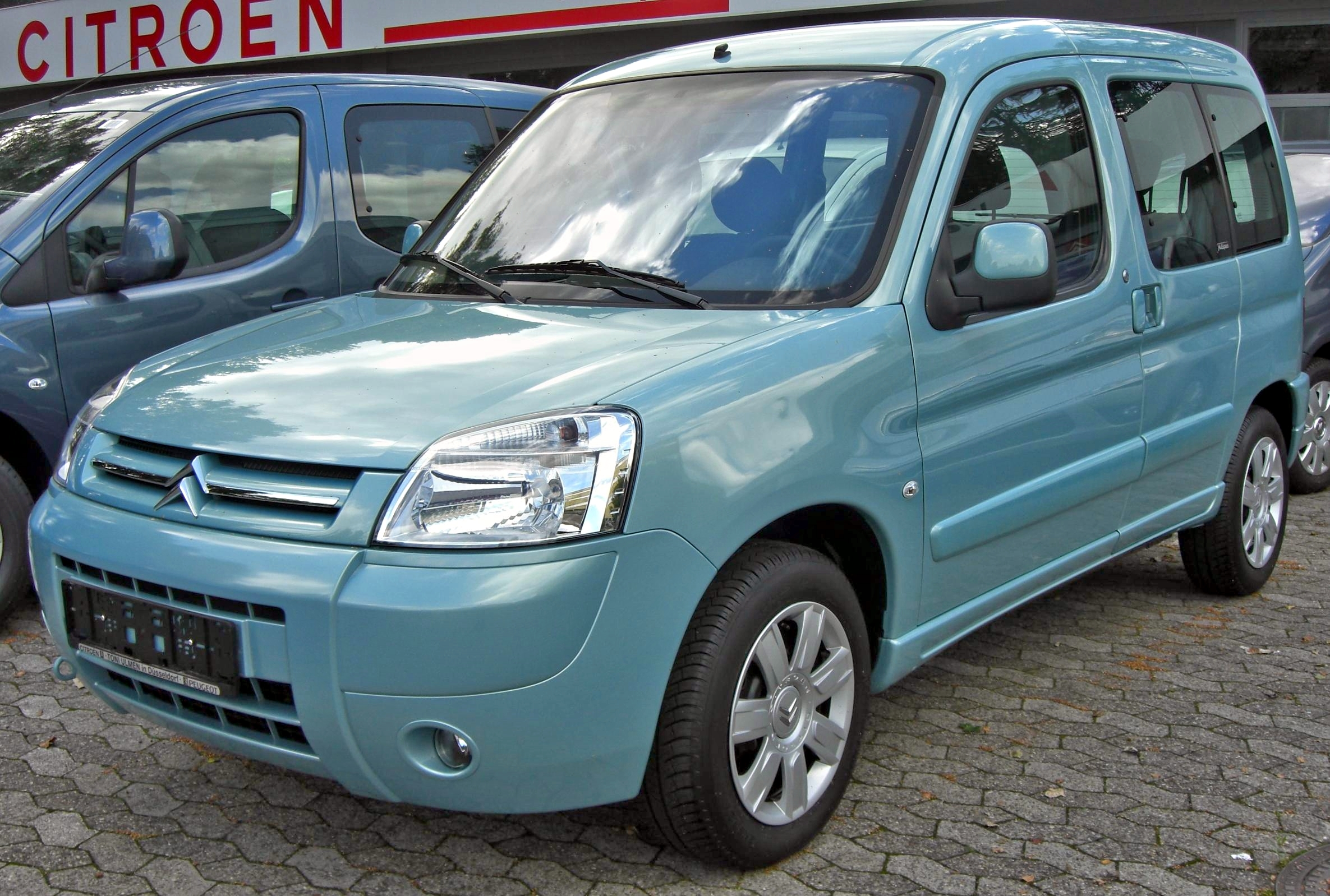
Citroën Berlingo I phase 2 avec un pare-chocs avant entièrement peint

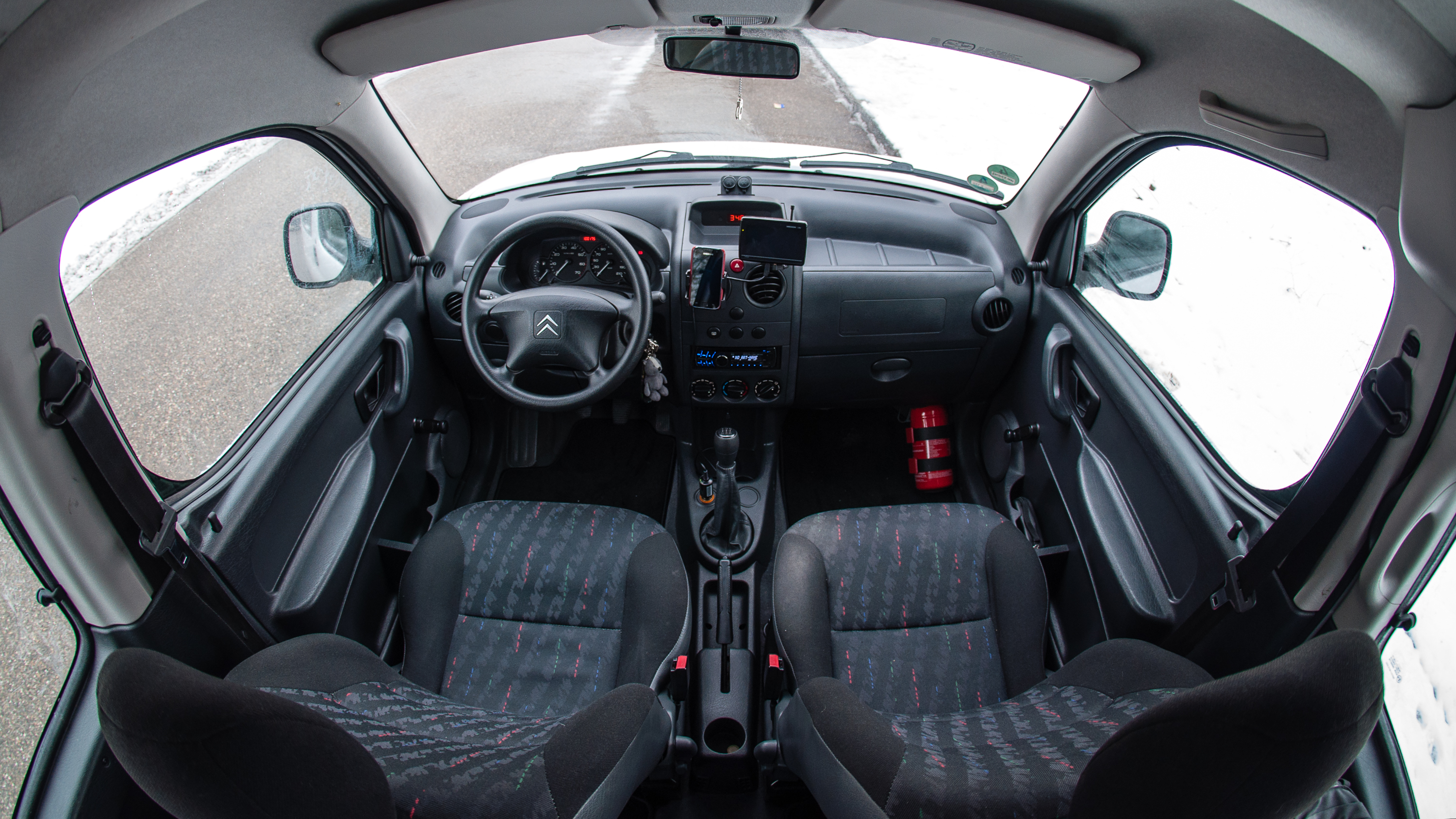
Citroën Berlingo I phase 2 (intérieur)

Le Berlingo est modernisé en novembre 2002 avec une toute nouvelle face avant aux gros phares débordant sur le capot. La planche de bord est aussi modifiée à cette occasion et la couleur, omniprésente de la planche de bord aux ceintures de sécurité, disparaît, seul le compteur de certains modèles haut-de-gamme restant aux couleurs de l’extérieur.
Les modifications techniques sont à l'avenant : multiplexage, renforcement de la zone d'absorption des chocs à l'avant, adoption en série sur « Multispace » de l'ABS (freins antiblocage) et des airbags (coussins gonflables de sécurité). Cependant, la face arrière reste quasiment identique, hormis le passage de monogrammes en plastique à des monogrammes chromés.
En octobre 2003 apparaît le Berlingo X-TR à vocation tous-chemins, équipé d'un différentiel à glissement limité, d'une garde-au-sol légèrement surélevée, de roues en 15 pouces avec enjoliveurs spécifiques (repris de la C3 Pluriel) et d'un « sabot » de couleur argent dans le bas du bouclier avant, destiné à lui donner un air plus « baroudeur ».
L’année 2005 voit l’apparition des moteurs 1,6 HDi 75 et 90 ch issus de la deuxième génération de moteurs HDi, qui remplacent les 1,9 D et 2,0 HDi supprimés en 2006 pour satisfaire la norme antipollution Euro 4.

### Phase 3
Toujours en 2006, le Berlingo subit un très léger restylage : en effet, le milieu des feux arrière, gris depuis 1996, devient blanc comme la Saxo. Le mécanisme d’ouverture intérieur des portes coulissantes change également, passant d’un bouton haut placé et difficile à enfoncer, ce qui peut empêcher l’ouverture des portes à un enfant, à une poignée en plastique placée en dessous de la fenêtre — mécanisme qui sera repris sur le Berlingo II

### Berlingo First et Partner Origin
En 2008, à la suite de la sortie des nouveaux modèles, les modèles familiaux disparaissent. Le Berlingo I utilitaire est réduit à un seul niveau de finition, et reçoit l'appellation « Berlingo First ».
Il est équipé d'une batterie sans entretien, un volant réglable en hauteur, un ABS+REF, un airbag, un pare-brise feuilleté, une direction assistée, des rétroviseurs manuels à réglage de l'intérieur, des essuie-glaces intermittents, des portes arrière battantes vitrées, une porte latérale coulissante droite, un rangement capucine, un tapis de sol, des vitres arrière dégivrantes, des vitres teintées et un pré-équipement radio.
Parmi les options figurent peinture métallisée, projecteurs anti-brouillard, essuie-glace arrière, air conditionné, portes latérales coulissantes vitrées, radio CD RDS 6 haut-parleurs.
Les motorisations disponibles sur le Berlingo First sont les 1.4i essence et GNV 75/68 ch
Une nouvelle version électrique a été proposée dès 2010 : le Citroën Berlingo Electrique "powered by Venturi". La plupart des exemplaires ont été commandés par La Poste. Venturi a assemblé ces véhicules dans son usine de Solesmes, dans la Sarthe, jusqu'en 2013.

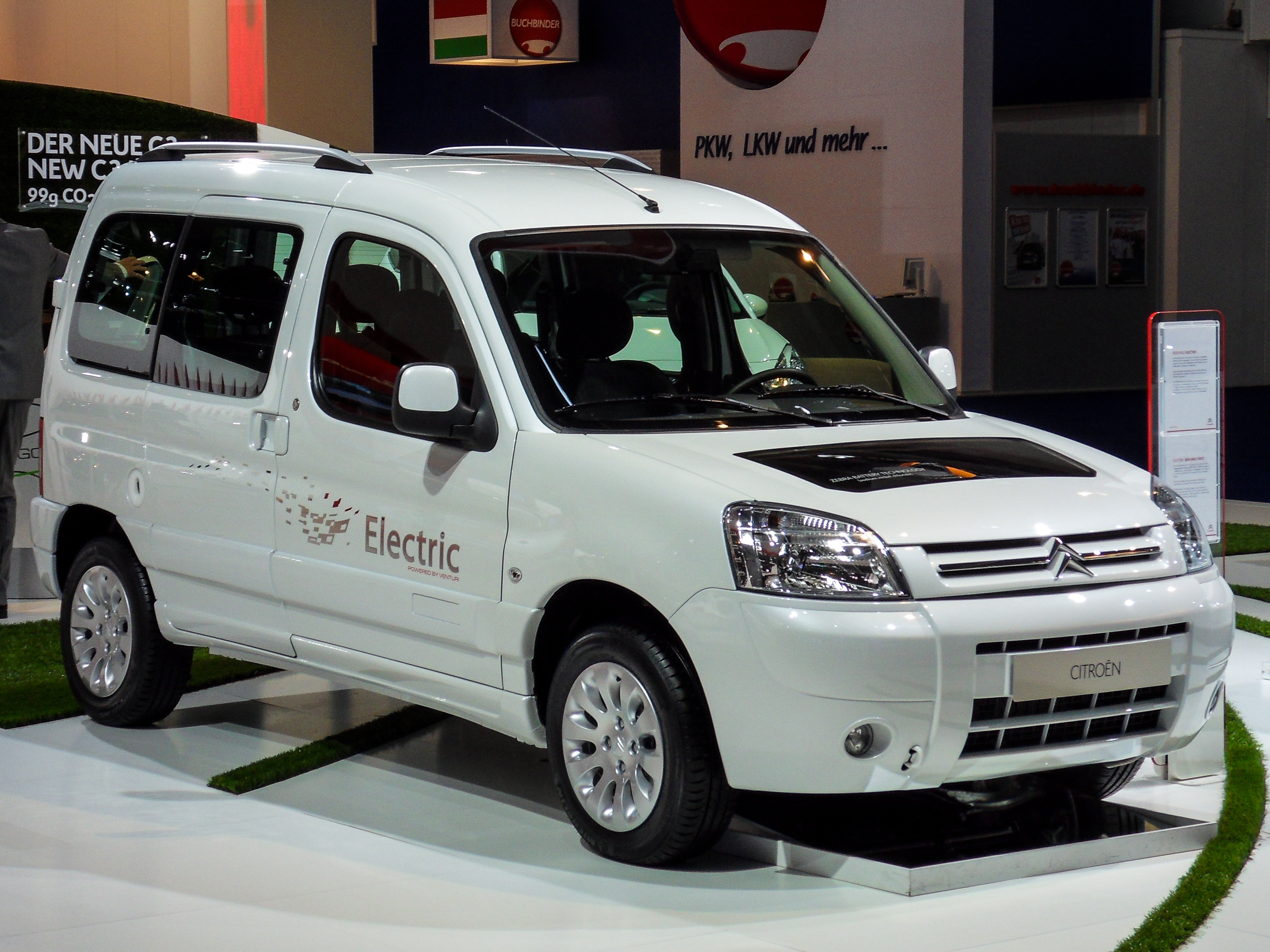
Citroën Berlingo First Electrique powered by Venturi

### Carrière en Amérique du Sud
Comme pour le Partner, la production du Berlingo se poursuit en Argentine dans les années 2010, et est toujours en cours au début des années 2020. La majorité de la production est écoulée localement, le reste étant exporté vers d'autres marchés du Mercosur. Dans certains pays tels que l'Uruguay, cet ancien Berlingo cohabite au sein de la gamme avec les générations suivantes, importées directement d'Europe. Alors que la commercialisation du Berlingo au Brésil avait cessé quelques années plus tôt, elle reprend en 2018, pour finalement s'arrêter de nouveau fin 2020,.
Les versions civiles sud-américaines reçoivent une mise à jour en juin 2021. Le Berlingo Multispace (comme son équivalent, le Peugeot Partner Patagónica) bénéficie désormais d'un plus grand nombre de pièces fabriquées localement. Cela signifie notamment qu'il récupère l'ouverture arrière à doubles battants de la version utilitaire, qui est fabriquée en Amérique du Sud, contrairement au hayon jusque là importé d'Europe,.
Il reçoit un restylage mineur en janvier 2023, marqué par l'adoption d'un logo Citroën plus arrondi (le Berlingo argentin était jusque là toujours doté du logo pointu d'avant 2009) et d'une nouvelle calandre. Un restylage similaire est appliqué au Partner utilitaire.

### Production
- Europe : 1996 - 2013
  - Phase 1 : 1996 - 2002
  - Phase 2 : 2002 - 2006
  - Phase 3 : 2006 - 2013

- Argentine : 1998 - ...
  - Phase 1 : 1998 - 2010
  - Phase 2 : 2010 - 2023
  - Phase 3 : 2023 - ...

## Gamme

### Berlingo

#### Phases 2 et 3
À l’occasion du passage à la phase 2, la gamme Berlingo est remaniée en 2002. Elle comprend six niveaux de finition.
- « Première finition » : la finition de base du Berlingo. Les seuls moteurs disponibles sont le 1,4i 75 en essence et le 1,9 D 71 puis le 1,6 HDi 75 en Diesel. Les principaux équipements de série sont l’ABS, un airbag pour le conducteur, la direction assistée, une porte latérale coulissante (à droite) et des portes arrière battantes. En option, il est possible d’avoir un hayon arrière, une deuxième porte latérale coulissante, ainsi que le « Pack Plus » comportant les lève-vitres avant électriques, la condamnation centralisée avec télécommande et une commande électrique pour le rétroviseur droit. Sur cette finition, les plastiques extérieurs sont intégralement noirs, les protections latérales comportent la mention « CITROËN » sur les portes avant.
- Bivouac : ce deuxième niveau de finition reprend de série les équipements du niveau de base ainsi que ses options (à l’exception de la seconde porte latérale qui reste optionnelle), en y ajoutant un airbag pour le passager et un cache-bagages. La climatisation et le système de rangement « Modutop » (uniquement avec deux portes latérales) complètent les options. Côté moteurs, le 2,0 HDi 90 puis le 1,6 HDi 90 deviennent disponibles. À l’extérieur, les pare-chocs avant et arrière sont partiellement peints avec un bandeau laissé en noir ; les baguettes latérales sont les mêmes que sur la version de base excepté un siglage « Bivouac » sur les portes avant.
- Tonic : finition ajoutant un équipement plus riche au Bivouac, notamment la climatisation, les deux portes latérales de série et la possibilité d’opter pour un régulateur et limiteur de vitesse. Les pare-chocs sont désormais intégralement de la couleur de la caisse, et les protections latérales sont plus petites et également couleur caisse.
- Multispace : cœur de la gamme Berlingo, la version Multispace propose des airbags latéraux, des antibrouillards et des tablettes au dos des sièges avant. La climatisation redevient une option, et l’on peut opter pour le « Modutop ». Tous les moteurs de la gamme sont disponibles. La mention « Multispace » est visible dans un coin des vitres des portes latérales.
- Multispace Pack : en étoffant les équipements de confort du Multispace normal, cette version propose un régulateur-limiteur de vitesse, des accoudoirs à l’avant, la climatisation (en série cette fois), des phares et essuie-glace automatiques, un siège passager au dossier inclinable, des accoudoirs à l’avant, et en option un radar de recul, l’ESP et le « Modutop ». Le 1,4i n’est plus disponible.
- Collection : ce haut-de-gamme reprend toutes les options possibles sur les autres modèles, à l’exception des jantes. Seuls les moteurs les plus puissants, c’est-à-dire le 1,6i 16v 110 en essence et le 2,0 HDi 90 puis le 1,6 HDi 16v 90 en Diesel.

#### Berlingo Berline Bulle
Ce véhicule dispose de la face avant du Berlingo avec des optiques avant restylisées et la partie arrière est entièrement arrondie, identique à une bulle. Ce concept car donne naissance au Citroën Xsara Picasso présenté trois ans plus tard, en 1999.

### Partner
Partner Ushuaia (2001-2008)
 (janvier 2023).
Partner Ushuaia Nature [2001-2002] puis rebaptisé Ushuaia Grand Raid en 2003, avec 4,14m de longueur hors tout ; 1,72m de largeur et 1,87m de hauteur, il s'avère adapté pour les chemins de l'aventure.
Grâce à ses roues de plus grand diamètre que le Partner de base, une garde aux sol surélevée, un pare-chocs avant renforcé, des élargisseurs d'aile, une protection sous caisse, des grilles de protection sur les optiques avant et arrière, suspension renforcée. À l'intérieur la signature Ushuaia est présente sur la planche de bord, les surtapis, et à l'extérieur sur les ailes avant et le hayon.
Des motorisations pour tous les goûts, 1.6 16 soupapes, 2.0 HDi puis 1.6 HDi sur la version Ushuaia Grand raid.
Également grâce à sa motricité renforcée, il permet d'être à l'aise dans des conditions d'adhérence précaire, Cet équipement permet à cette version de poursuive son évolution même si l'une des deux roues motrices est sur terrain glissant ou si elle est délestée.
Ce modèle a différents noms selon les pays, tels que Partner Patagónica, Partner Ushuaïa Grand Raid, Partner Escapade, Partner Grande Escapade, Partner VTC et Partner Indiana.

## Moteurs et châssis

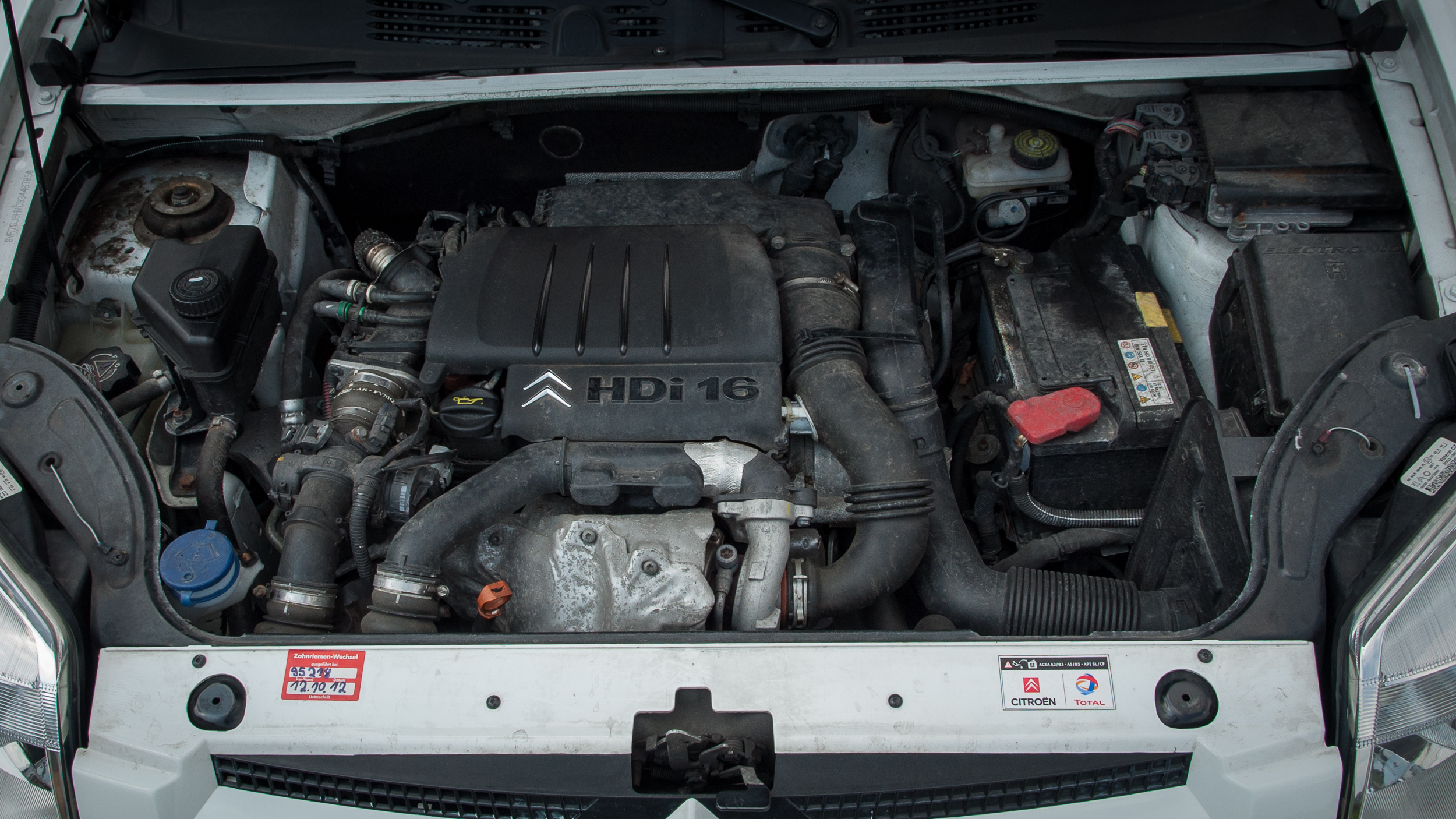
Moteur.

Le Berlingo dispose, en version utilitaire, de deux blocs essence (1.1 60 ch et 1.4 75 ch), et de trois diesel, deux moteurs atmosphériques de 1,8 et 1,9 litre et un moteur turbodiesel, le 2.0 HDi PSA. La version 1,8 D est motorisée par un bloc XUD7 alors que la version 1,9 D a été successivement motorisée par un XUD9 puis un DW8.
Il peut aussi recevoir, dans sa version utilitaire, une motorisation électrique disponible depuis 1998 en remplacement du C15 Électrique, et une motorisation au GPL, basée sur le moteur essence 1,4 litre. Cette première version électrique a une vitesse maximale de 95km/h et une autonomie de 95km (cycle CEN). 9 heures sont nécessaires pour recharger intégralement ses 27 batteries, qui sont situées sous le capot et le plancher.
La version particulière (5 places) commence, en essence, par le 1,4i 75 ch et est complétée par le 1,6i à 16 soupapes (110 ch) en 2000. Les anciennes versions ne bénéficiaient que d'un moteur XU d’1,8 L 8 soupapes comme « gros » moteur, celui-ci développant 90 ch et présentant l'avantage du couple à bas régime, important quand on roule avec de la charge.
Pour le salon de l'auto 2006 de Bruxelles, la gamme se compose de la 1,4i et la 1,6i 16v en essence et des 1,6 HDi, 2,0 HDi et 1,9 D en diesel.
Courant 2005, le 1,6 HDi remplace à la fois le 2,0 HDi, dans sa définition de moyenne puissance (90 ch), et le 1,9 diesel atmosphérique par sa plus modeste définition (75 ch), ces deux derniers étant supprimés en 2006. Ce moteur de 75 ch est exclusif au Berlingo. Les diesel représentent plus de 85 % des ventes de Berlingo.
Le châssis est issu de la ZX, et a été amélioré en 2002 au moment du restylage pour satisfaire aux normes de sécurité. Il a ainsi glané quatre étoiles au crash-test EuroNCAP. Le train avant de ZX permet un guidage précis et une tenue de route honorable pour un utilitaire plus haut que large.
Les suspensions arrière (issues de la Peugeot 405 break) sont spécialement conçues pour résister à l'affaissement en charge. L'effet « cul tassé » bien connu des propriétaires de C15 est ainsi évité au maximum. La charge maximale utile pour les versions utilitaires est de 600 ou 800 kg. Par sa répartition des masses, le Berlingo semble être plus conçu pour rouler en charge qu'à vide. Une fois chargé, l'avant est un peu moins plongeant.

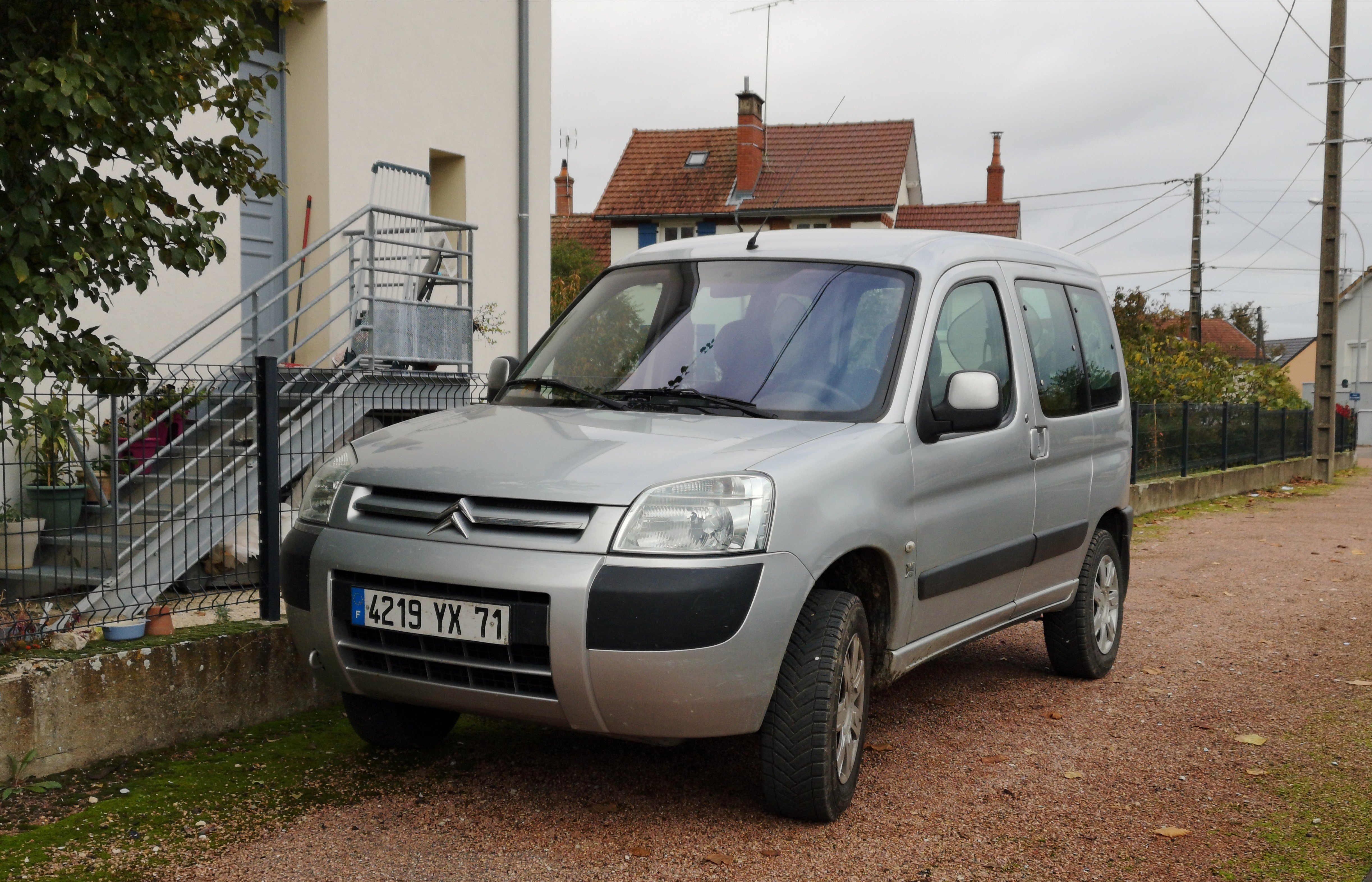
Citroën Berlingo I phase 2 Dangel ludospace

Dangel fournit une transmission intégrale sur demande spéciale, alors que Citroën imite le SUV avec sa version X-TR. Il ne faut pas confondre le Berlingo X-TR avec le Berlingo Dangel, ce dernier est un véritable 4x4 à boîtier de transfert, blocage de différentiel, protection du carter et garde-au-sol haute, alors que le X-TR est une simple traction.
Ils disposent du même châssis que les Citroën Elysée, Peugeot 306, Citroën ZX et Citroën Xsara.
Essence
Moteur TU :
1,1i 60 ch
1,4i 75 ch
1,6i 110 ch
Moteur XU :
1,8i 90 ch

Diesel atmosphérique
Moteur XUD :
1,7 D 59 ch
1,9 D 71 ch
Moteur DW :
1,9 D 71 ch
Diesel turbo
Moteur DW :
2,0 HDi 90 ch
Moteur DV :
1,6 HDi 16v 75 ch
1,6 HDi 16s 90 ch

GPL
Moteur TU
1.1 60 ch
1.4 75 ch

Électrique
57 ch

### Motorisations du Berlingo
| MOTORISATIONS ESSENCE                                | 1,1i                       | 1,4i                                | 1,8i                                | 1,6i 16S                             |
| Type                                                 | 4 cylindres                | 4 cylindres 8s en ligne transversal | 4 cylindres 8s en ligne transversal | 4 cylindres 16s en ligne transversal |
| Code du moteur                                       | TU1 M/Z                    | TU3 JP                              | XU7 JB                              | TU5 JP4                              |
| Cylindrée (cm3)                                      | 1 124                      | 1 360                               | 1 761                               | 1 587                                |
| Puissance maxi. (ch - tr/min)                        | 60 à 6 200                 | 75 à 5 500                          | 90 à 5 000                          | 110 à 5 800                          |
| Couple maxi. (N m - tr/min)                          | 87 à 3 800                 | 111-120 à 3 400                     | 147 à 2 600                         | 147 à 4 000                          |
| Boîte de vitesses                                    | Manuelle à 4 ou 5 rapports | Manuelle à 5 rapports               | Manuelle à 5 rapports               | Manuelle à 5 rapports                |
| Transmission                                         | Aux roues avant            | Aux roues avant                     | Aux roues avant                     | Aux roues avant                      |
| Poids UE (kg)                                        | 1 050 à 1 070              | 1 125 à 1 197                       | 1 170                               | 1 252                                |
| 0 à 100 km/h (s)                                     | 21 à 22                    | 17,5                                | 12,2                                | 11,2                                 |
| Vitesse maxi. (km/h)                                 | 134 à 140                  | 150                                 | 160                                 | 172                                  |
| Consommations (L/100 km) Extra-urbaine/Urbaine/mixte | 6,5 / 8,9 / 8              | 6,2 / 9,7 / 7,5                     | 7,1 / 11,9 / 8,9                    | 6,2 / 9,5 / 7,4                      |
| Émissions de CO2 (g/km)                              | N.C.                       | 176                                 | 210                                 | 177                                  |
| Années de production                                 | 1996−2005                  | 1996−2010                           | 1997−2000                           | 2000−2008                            |

| MOTORISATIONS DIESEL                                 | 1,8 D                   | 1,9 D                   | 1,9 D                   | 2,0 HDi 90                    | 1,6 HDi 75                     | 1,6 HDi 90                     |
| Type                                                 | 4 cylindres en ligne 8s | 4 cylindres en ligne 8s | 4 cylindres en ligne 8s | 4 cylindres 8s en ligne turbo | 4 cylindres en ligne 16s turbo | 4 cylindres en ligne 16s turbo |
| Code du moteur                                       | XUD7 /K                 | XUD9 B                  | DW8 BL4                 | DW10 TD                       | DV6 BTED4                      | DV6 ATED4                      |
| Cylindrée (cm3)                                      | 1 769                   | 1 905                   | 1 868                   | 1 997                         | 1 560                          | 1 560                          |
| Puissance maxi. (ch - tr/min)                        | 60 à 4 600              | 71 à 4 600              | 71 à 4 600              | 90 à 4 000                    | 75 à 4 000                     | 90 à 4 000                     |
| Couple maxi. (N m - tr/min)                          | 110 à 2 000             | 125 à 2 500             | 125 à 2 500             | 205 à 1 900                   | 170 à 1 750                    | 215 à 1 750                    |
| Boîte de vitesses                                    | Manuelle à 5 rapports   | Manuelle à 5 rapports   | Manuelle à 5 rapports   | Manuelle à 5 rapports         | Manuelle à 5 rapports          | Manuelle à 5 rapports          |
| Transmission                                         | Aux roues avant         | Aux roues avant         | Aux roues avant         | Aux roues avant               | Aux roues avant                | Aux roues avant                |
| Poids UE (kg)                                        | 1 155                   | 1 190 à 1 240           | 1 190 à 1 240           | 1 288 à 1 311                 | 1 240                          | 1 240                          |
| 0 à 100 km/h (s)                                     | 25,6                    | 16,9                    | 16,9                    | 13,4                          | 15,4                           | 12,9                           |
| Vitesse maxi. (km/h)                                 | 135                     | 142                     | 142                     | 178                           | 150                            | 160                            |
| Consommations (L/100 km) Extra-urbaine/Urbaine/mixte | - / - / -               | 5,7 / 8,8 / 6,8         | 5,7 / 8,8 / 6,8         | 5 / 7,3 / 5,8                 | 4,7 / 6,7 / 5,4                | 4,7 / 6,7 / 5,3                |
| Émissions de CO2 (g/km)                              | -                       | 181                     | 181                     | 143                           | 143                            | 143                            |
| Années de production                                 | 1996−1998               | 1997−2001               | 2001−2006               | 1999−2006                     | 2005−2008                      | 2005−2008                      |

### Motorisations du Partner
| MOTORISATIONS ESSENCE                                | 1.4i                                | 1.8i                                | 1.6i 16 V                            |
| Type                                                 | 4 cylindres 8s en ligne transversal | 4 cylindres 8s en ligne transversal | 4 cylindres 16s en ligne transversal |
| Cylindrée (cm3)                                      | 1 360                               | 1 761                               | 1 587                                |
| Puissance maxi. (ch. - tr/min)                       | 75 à 5 500                          | 90 à 5 000                          | 110 à 5 800                          |
| Couple maxi. (N m - tr/min)                          | 111-120 à 3 400                     | 147 à 2 600                         | 147 à 4 000                          |
| Boîte de vitesses                                    | Manuelle à 5 rapports               | Manuelle à 5 rapports               | Manuelle à 5 rapports                |
| Transmission                                         | Aux roues avant                     | Aux roues avant                     | Aux roues avant                      |
| Poids UE (kg)                                        | 1 125 à 1 197                       | 1 170                               | 1 252                                |
| 0 à 100 km/h (s)                                     | 17,5                                | 12,2                                | 11,2                                 |
| Vitesse maxi. (km/h)                                 | 150                                 | 160                                 | 172                                  |
| Consommations (L/100 km) Extra-urbaine/Urbaine/mixte | 6,2 / 9,7 / 7,5                     | 7,1 / 11,9 / 8,9                    | 6,2 / 9,5 / 7,4                      |
| Émissions de CO2 (g/km)                              | 176                                 | 210                                 | 177                                  |
| Années de production                                 | 1999-2008                           | 1997-2000                           | 2000-2008                            |

| MOTORISATIONS DIESEL                                 | 1.9 D                          | 2.0 HDi                              | 1.6 HDi 75                            | 1.6 HDi 90                            |
| Type                                                 | 4 cylindres 8s en ligne trans. | 4 cylindres 8s en ligne trans. turbo | 4 cylindres 16s en ligne trans. turbo | 4 cylindres 16s en ligne trans. turbo |
| Cylindrée (cm3)                                      | 1 868                          | 1 997                                | 1 560                                 | 1 560                                 |
| Puissance maxi. (ch. - tr/min)                       | 71 à 4 600                     | 90 à 4 000                           | 75 à 4 000                            | 90 à 4 000                            |
| Couple maxi. (N m - tr/min)                          | 125 à 2 500                    | 205 à 1 900                          | 170 à 1 750                           | 215 à 1 750                           |
| Boîte de vitesses                                    | Manuelle à 5 rapports          | Manuelle à 5 rapports                | Manuelle à 5 rapports                 | Manuelle à 5 rapports                 |
| Transmission                                         | Aux roues avant                | Aux roues avant                      | Aux roues avant                       | Aux roues avant                       |
| Poids UE (kg)                                        | 1 190 à 1 240                  | 1 288 à 1 311                        | 1 240                                 | 1 240                                 |
| 0 à 100 km/h (s)                                     | 16,9                           | 13,4                                 | 15,4                                  | 12,9                                  |
| Vitesse maxi. (km/h)                                 | 142                            | 178                                  | 150                                   | 160                                   |
| Consommations (L/100 km) Extra-urbaine/Urbaine/mixte | 5,7 / 8,8 / 6,8                | 5 / 7,3 / 5,8                        | 4,7 / 6,7 / 5,4                       | 4,7 / 6,7 / 5,3                       |
| Émissions de CO2 (g/km)                              | 181                            | 143                                  | 143                                   | 143                                   |
| Années de production                                 | 1997-2006                      | 1999-2006                            | 2005-2008                             | 2005-2008                             |

## Habitacle et carrosseries
L'habitacle des versions 5 places est spacieux et peut se muer en utilitaire à l'envi, offrant un grand volume de chargement : une fois la banquette repliée, on dispose d'un volume de 3 m3.
Les sièges arrière ont été légèrement surélevés en 1999, à l'occasion de l'adoption de la porte latérale coulissante, ceci afin de faciliter l'accès à bord, mais aussi d'éviter le mal des transports chez les enfants, en leur offrant une meilleure visibilité sur la route.
Cette modification grève peu la hauteur garde-au-toit (distance entre le siège et le plafond) à l'arrière, celle-ci reste d'environ 98 cm, là où une berline traditionnelle ne dépasse pas 80 cm.
Les versions utilitaires profitent de la même planche de bord, donc de la même finition, et de plus en plus, de la porte coulissante droite, offrant un accès aisé à l'aire de chargement. En revanche, le plus souvent, les utilitaires n'ont pas de hayon mais deux portes battantes, s'ouvrant vers les côtés et non vers le haut.
Les versions familiales sont dotées en série d'un hayon mais peuvent être équipées sur demande de portes battantes comme les utilitaires.
Des versions à toit ouvrant en toile (évoquant la 2CV) ont existé jusqu'au restylage de 2002. L'étanchéité est le point faible de ce type de mécanisme, d'autant plus qu'il fait diminuer la rigidité du châssis.
Profitant de l'importante garde-au-toit, Citroën et Matra collaborent pour commercialiser à partir de 2000 l'option « Modutop » sur les versions familiales. Le Modutop consiste en une cellule en plastique thermoformé ajoutant 100 litres de chargement au-dessus de l'espace habitable. Cet aménagement consiste en un hublot au-dessus de chaque siège, une bouche de ventilation par passager arrière, un range-CD et deux capucines individuelles à l'avant, deux coffres de rangement aux places arrière, et une capucine de 50 litres dans le coffre. Ceci est livré avec une « Modubox » (comme dans le Xsara Picasso), chariot pliant disposant d'ancrages dans le coffre servant à transporter un faible volume de courses, par exemple. Le Modutop est reconduit sur les Berlingo II et Berlingo III.

## Galerie

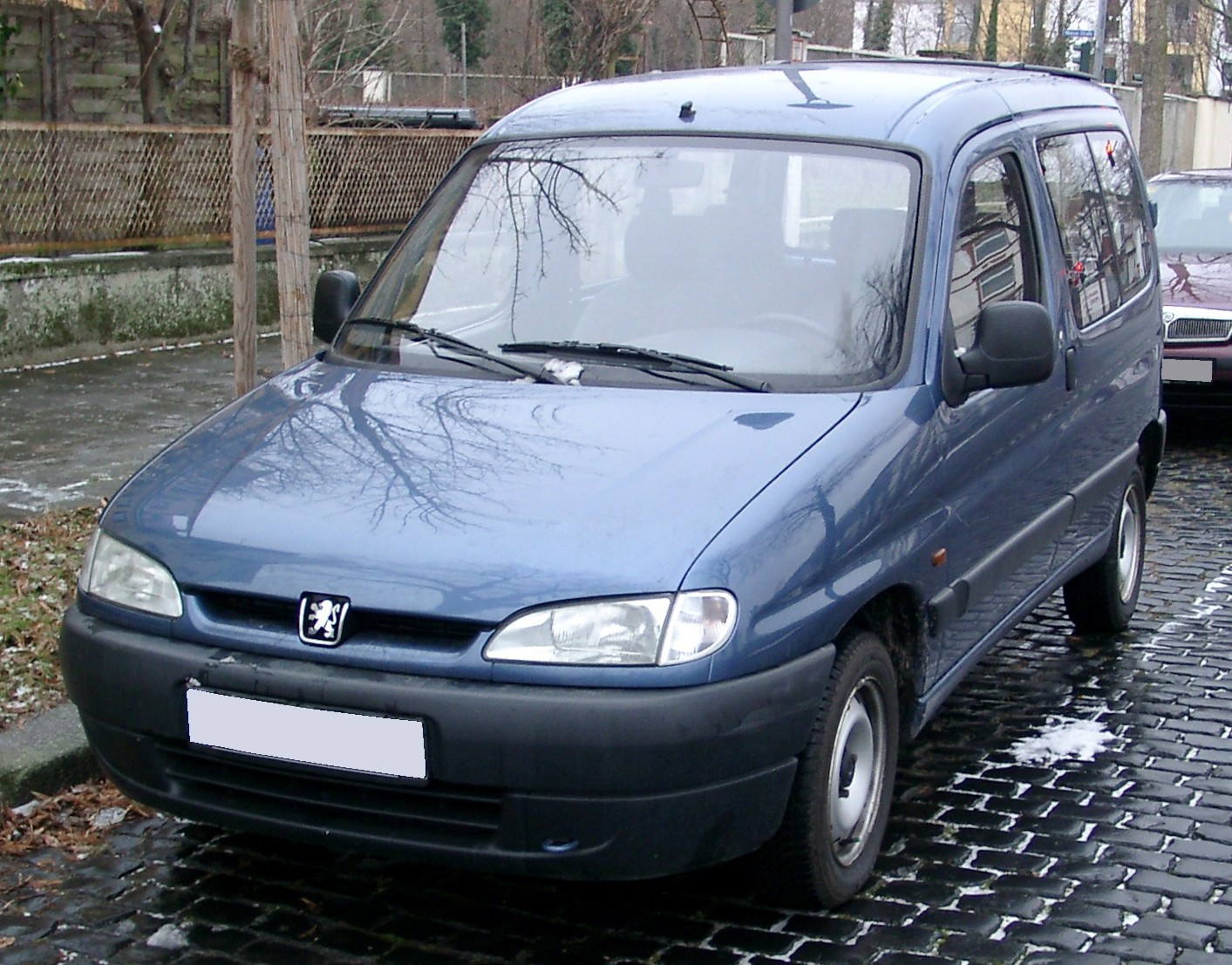
Peugeot Partner ludospace phase I
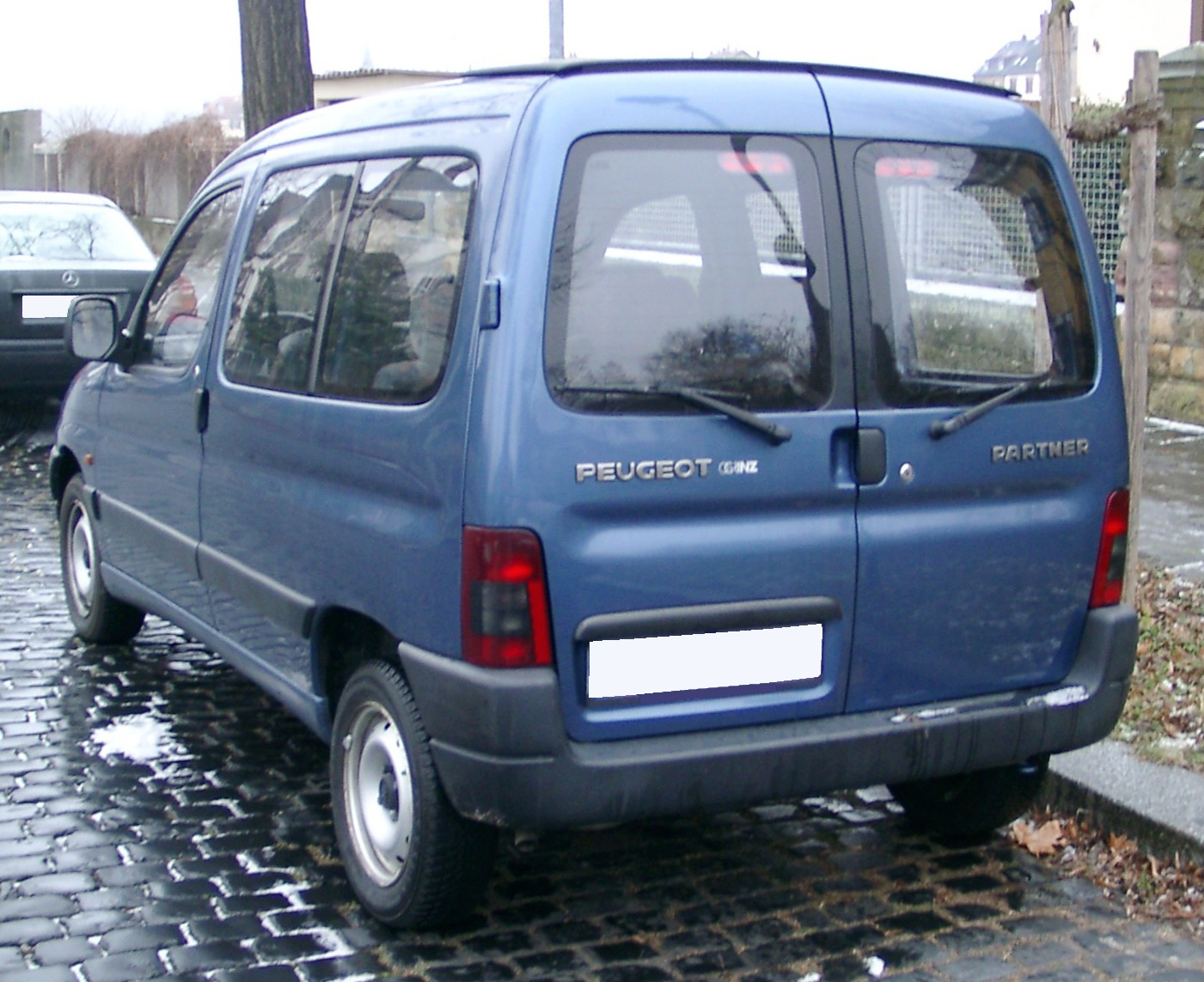
Peugeot Partner ludospace phase I

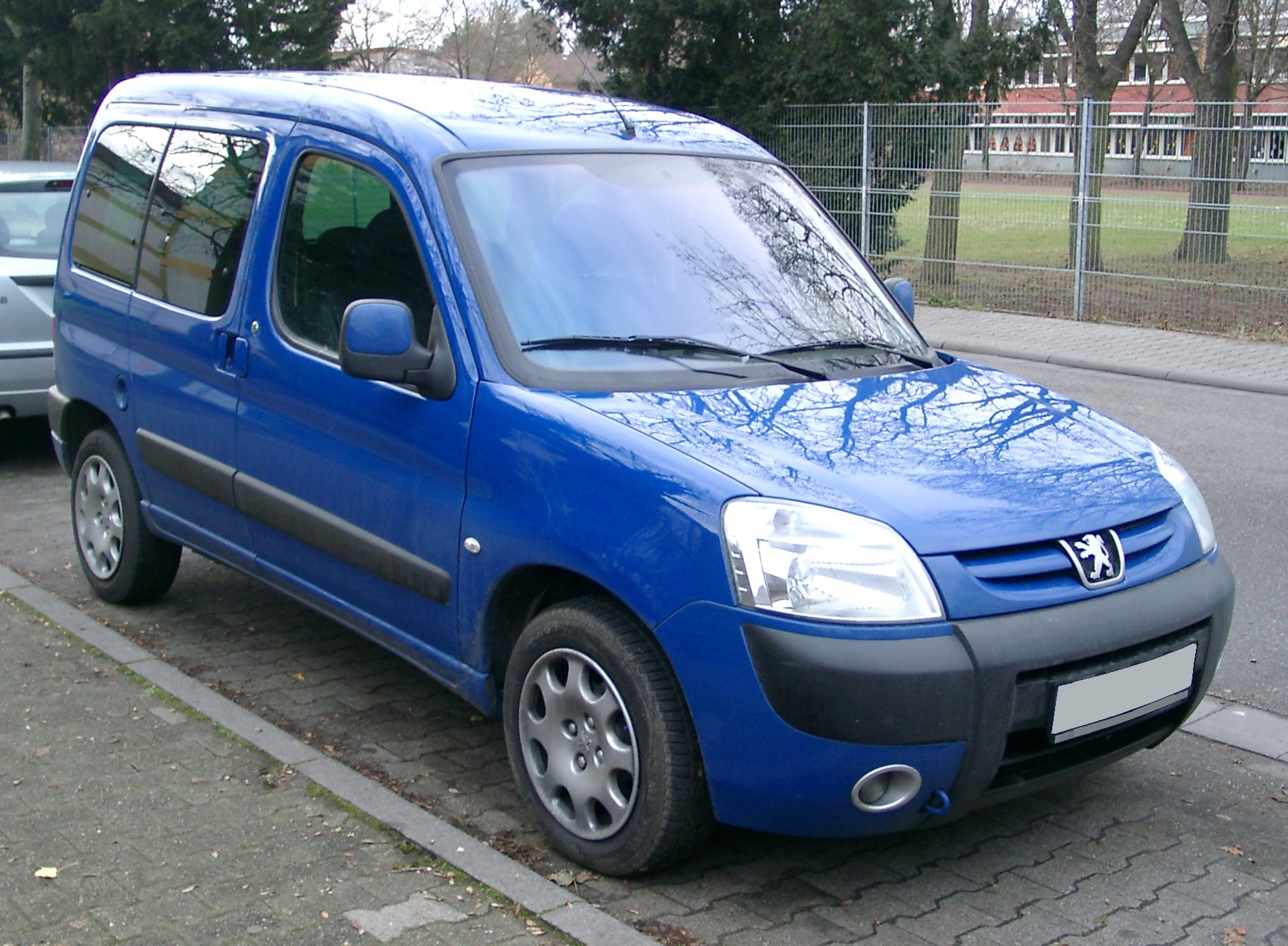
Peugeot Partner ludospace phase III
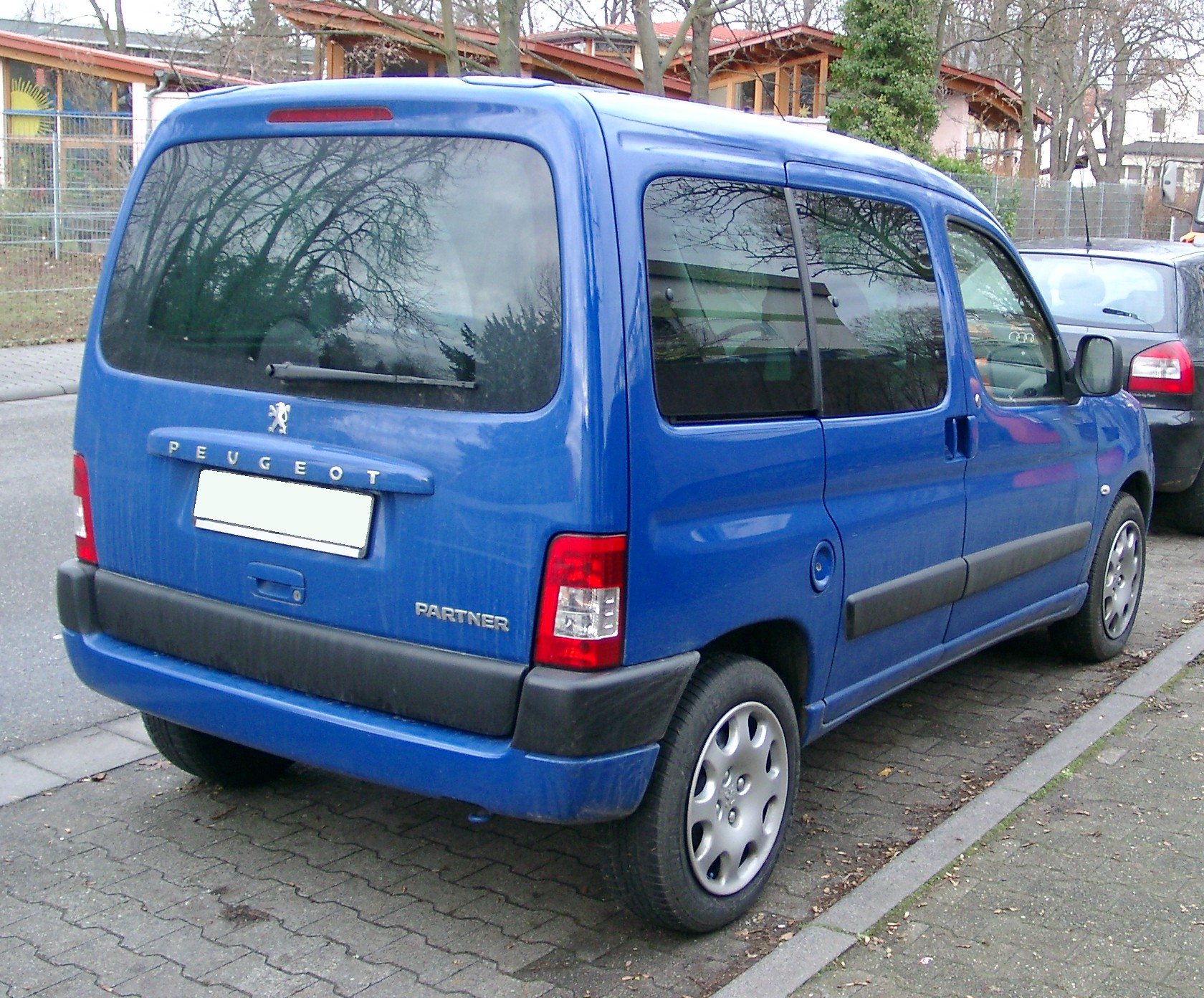
Peugeot Partner ludospace phase III
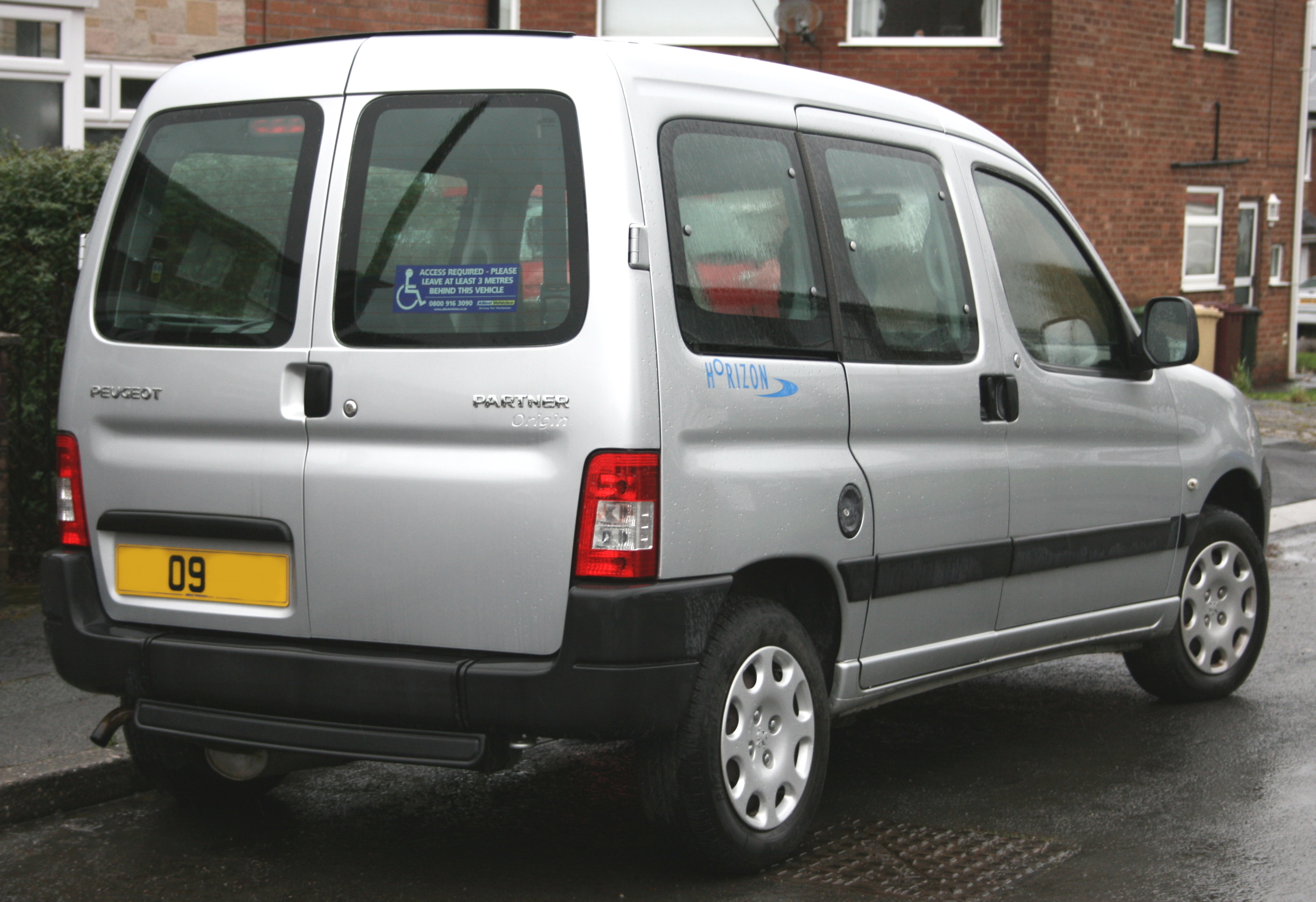
Peugeot Partner Origin ludospace phase III
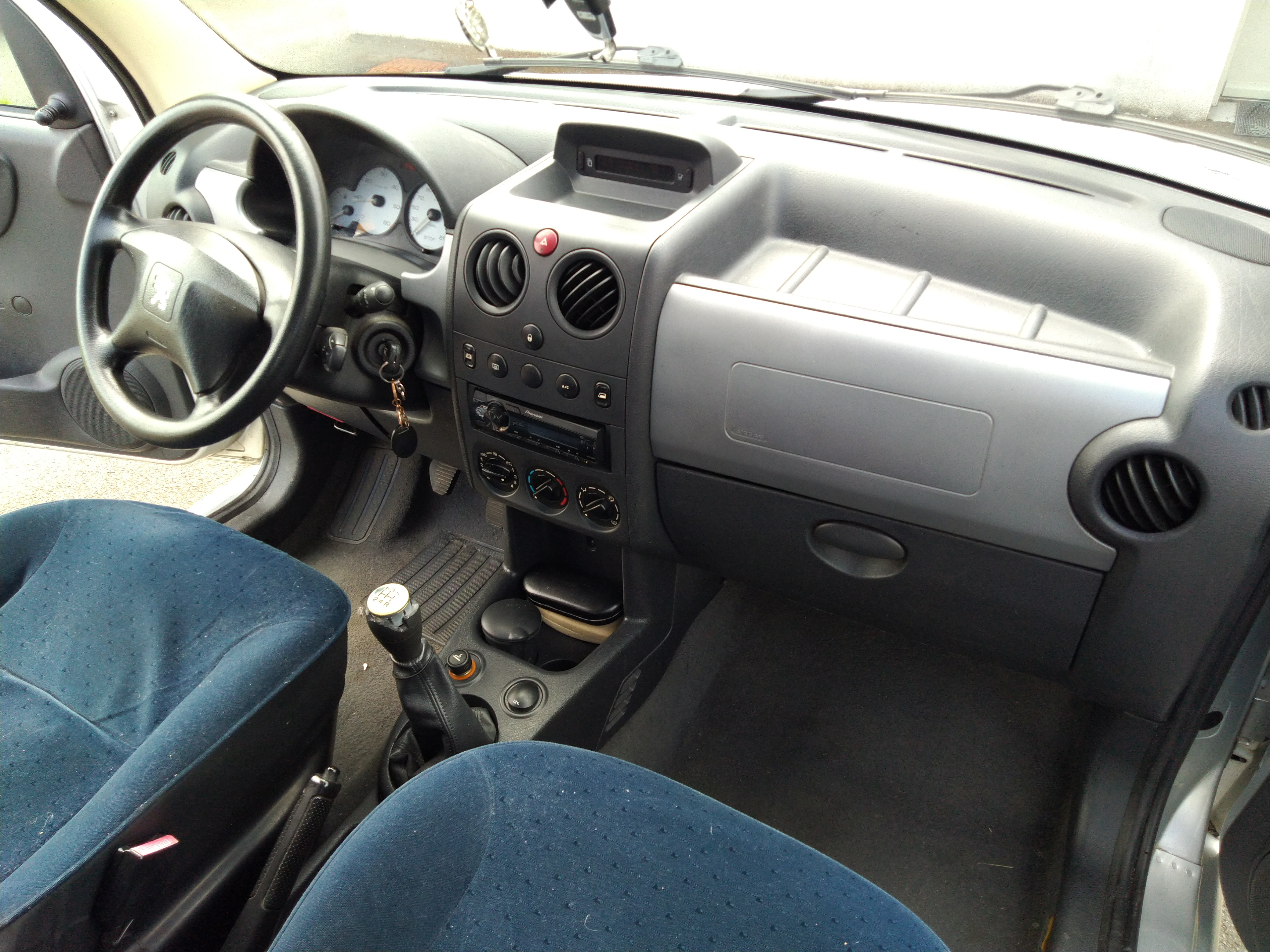
Peugeot Partner ludospace phase III (intérieur)

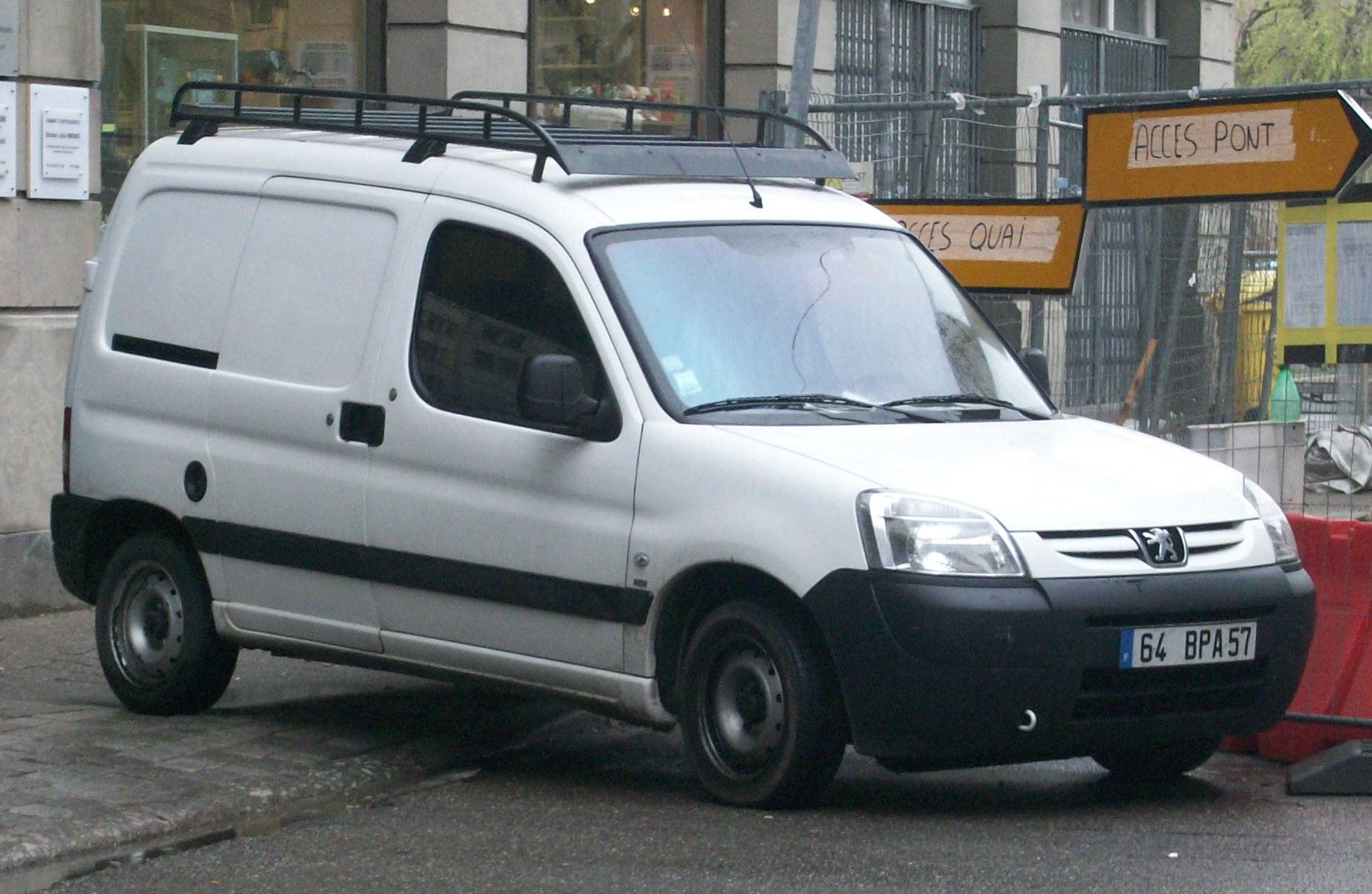
Peugeot Partner utilitaire phase III
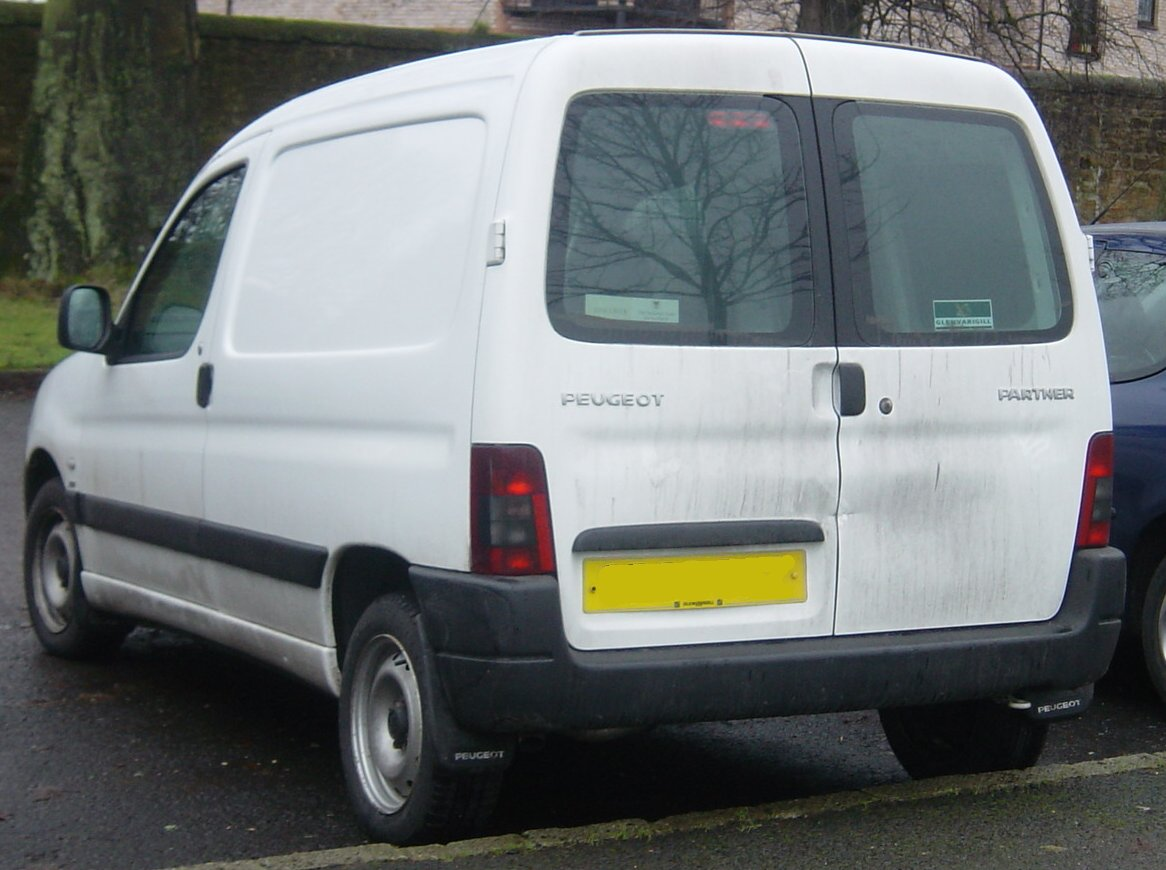
Peugeot Partner utilitaire phase I
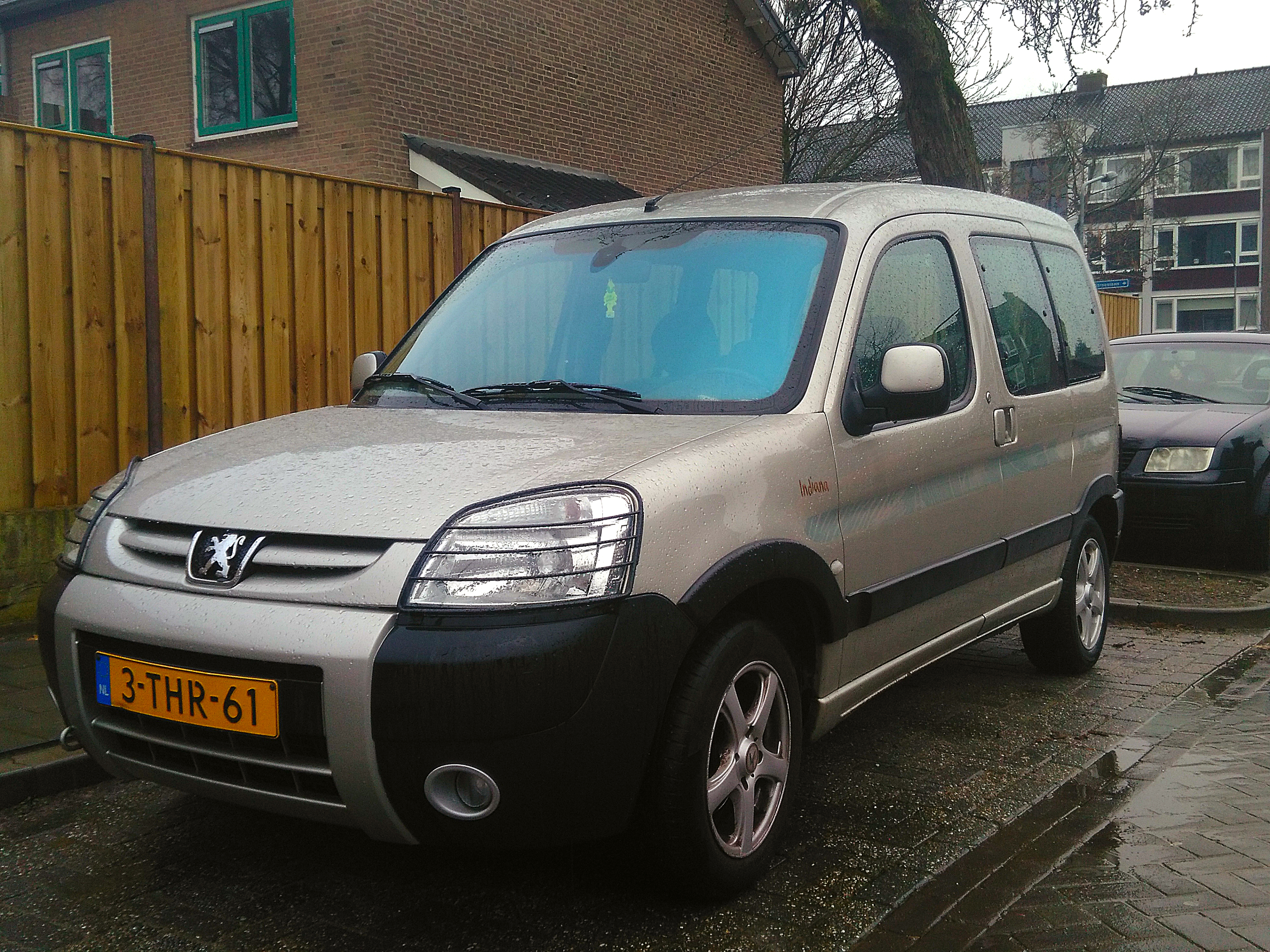
Peugeot Partner Indiana (=Ushuaia Grand Raid)